# Abelsk grupp
Inom den abstrakta algebran är en abelsk grupp (efter Niels Henrik Abel) en grupp som är kommutativ vid tillämpning av gruppoperationen på två element i gruppen.
En abelsk grupp är en generalisering av addition av heltal.

## Definition
En abelsk grupp är en grupp där operationen är kommutativ, det vill säga gruppen (G,*) är abelsk om
{\displaystyle a*b=b*a}
för alla a och b i G.
Övriga egenskaper för en grupp:
SlutenhetFör alla a, b i A, är resultatet av operationen a * b också i A.
AssociativitetFör alla a, b och c i A, gäller ekvationen (a * b) * c = a * (b * c).
Neutralt elementDet existerar ett element e i A, sådant att för alla element a i A, gäller ekvationen e * a = a * e = a.
Inverst elementFör alla a i A, finns ett element b i A sådant att a * b = b * a = e, där e är enhetselementet.
Man kan också se om en grupp är abelsk i dess cayleytabell; en grupp är abelsk om och endast om dess cayleytabell är symmetrisk kring huvuddiagonalen, dvs. elementet på rad i och kolumn j ska vara samma som elementet på rad j och kolumn i.
Den ovanstående notationen är för en grupp där operationen benämns multiplikation. För en additiv grupp ersätter man * med + och enhetselementet blir 0.

## Historia
Camille Jordan uppkallade abelska grupper efter den norske matematikern Niels Henrik Abel, då Jordan noterade deras vikt inom problem om lösning med radikaler, ett problem som behandlades av Abel.

## Egenskaper
Om f och g är homomorfier mellan två abelska grupper är även deras summa {\displaystyle (f+g)(x)=f(x)+g(x)} en homomorfi. Detta gäller inte i allmänhet för icke-abelska grupper.
Varje delgrupp H av en abelsk grupp är normal, vilket betyder att för ett element a i A är:
{\displaystyle a*H=H*a}

## Ändliga abelska grupper

### Klassificering
Fundamentalsatsen för ändliga abelska grupper säger att varje ändlig abelsk grupp G kan skrivas som en direkt summa av cykliska delgrupper av primtalpotensordning. Detta är ett specialfall av fundamentalsatsen för ändligt genererade abelska grupper då G har rang noll.
Cykliska gruppen Zmn av ordning mn är isomorf till direkta summan av Zm och Zn om och bara om m och n är relativt prima. Ur detta följer det att varje ändlig abelsk grupp G är isomorf till en direkt summa av formen
{\displaystyle \bigoplus _{i=1}^{u}\ \mathbf {Z} _{k_{i}}}
på något av följande vis:
- talen k1, ..., ku är primtalspotenser
- k1 delar k2 som delar k3 och så vidare ända upptill ku.

Exempelvis kan Z15 skrivas som direkta summan av två cykliska delgrupper, av ordningarna 3 och 5: Z15 ≅ {0, 5, 10} ⊕ {0, 3, 6, 9, 12}. Samma gäller för varje abelsk grupp av ordning 15, vilket leder till det överraskande resultatet att alla abelska grupper av ordning 15 är isomorfa.